# Dozza
Dozza é uma comuna italiana da região da Emília-Romanha, província de Bolonha, com cerca de 5.615 habitantes. Estende-se por uma área de 24 km², tendo uma densidade populacional de 234 hab/km². Faz fronteira com Casalfiumanese, Castel Guelfo di Bologna, Castel San Pietro Terme, Imola.
Faz pertence à rede das Aldeias mais bonitas de Itália.

## Demografia
| Variação demográfica do município entre 1861 e 2011                               |
|                                                                                   |
| Fonte: Istituto Nazionale di Statistica (ISTAT) - Elaboração gráfica da Wikipedia |